# Fiscalizzazione degli oneri sociali
La fiscalizzazione degli oneri sociali è la pratica nel diritto tributario italiano secondo cui lo Stato si sostituisce alle imprese negli obblighi di pagare (in genere solo in parte) i contributi previdenziali o assistenziali dovuti per il rapporto di lavoro dipendente da cui scaturisce l'intero obbligo nei confronti degli enti previdenziali e assicurativi, al fine di ridurre il costo del lavoro in particolari situazioni giuridico-economiche o territoriali, senza che vi sia pregiudizio per le future prestazioni previdenziali e assistenziali dei lavoratori interessati.

## Applicazione
La fiscalizzazione degli oneri sociali ovvero dei contributi previdenziali e dei contributi assistenziali legati alle assicurazioni sociali obbligatorie, avviene a norma di legge con la specificazione di aliquote di finanziamento dei fondi pensionistici o delle prestazioni assistenziali, che vengono ridotte in particolari situazioni o addirittura eliminate.
In tal caso lo Stato mette in carico alla fiscalità generale (cioè quella che grava sull'intera platea di contribuenti) la differenza dovuta agli enti previdenziali cosicché le imprese hanno un beneficio in termini di riduzione del costo del lavoro e del cuneo fiscale, mentre i lavoratori dipendenti interessati non subiscono pregiudizi sulle future prestazioni previdenziali a seguito del ridotto contributo pagato dalle imprese, in quanto è il bilancio dello Stato, mediante propri trasferimenti, a farsi carico della copertura del relativo costo iscritto nei bilanci degli enti impositori.